# Parcul Tête d'Or

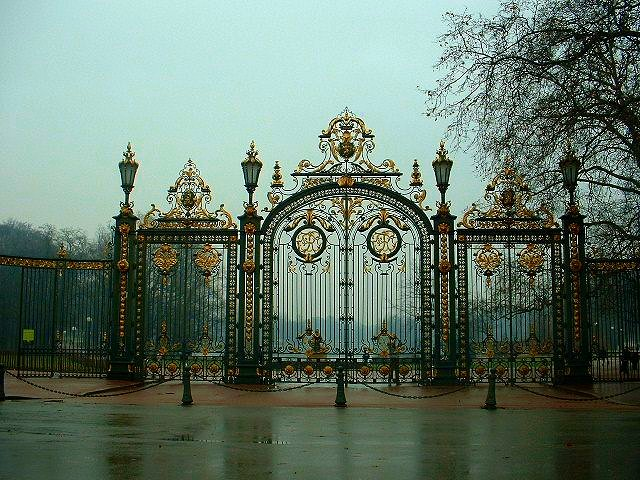
La porte des enfants du Rhône
(Poarta copiilor Rhône-ului)

Parcul Tête d'Or din Lyon este cel mai mare parc urban din Franța, având o suprafață de 117 ha.
Inaugurat în 1857, are peste 3 milioane de vizitatori anual.
Este situat în partea de nord a orașului.
Are 7 intrări , cu porți monumentale din fier forjat.
Parcul posedă peste 8800 de arbori, numeroase pajisti și lacuri.
Atracțiile principale sunt:
- grădina zoologică
- grădina botanică
- serele
- roseraiul
- velodromul
- trenulețul copiilor